# Liste der Naturdenkmale in Geithain

Wappen von Geithain

Lage von Geithain

In der Liste der Naturdenkmale in Geithain werden die Einzel-Naturdenkmale, Geotope und Flächennaturdenkmale in der Stadt Geithain im Landkreis Leipzig und ihren Ortsteilen Altdorf, Mark Ottenhain, Narsdorf, Nauenhain, Niedergräfenhain, Ossa, Rathendorf, Syhra, Wickershain aufgeführt.
Bisher sind laut den angegebenen Quellen 0 Einzel-Naturdenkmal, 0 Geotope und 2 Flächennaturdenkmale bekannt und hier aufgelistet.
Die Angaben der Liste basieren auf Daten der Bekanntmachungs-Seite des Landkreises und den Daten auf dem Geoportal des Landkreises Leipzig.

## Definition
„Gesetz über Naturschutz und Landschaftspflege (BNatSchG), § 28 Naturdenkmäler:
 Naturdenkmäler sind rechtsverbindlich festgesetzte Einzelschöpfungen der Natur oder entsprechende Flächen bis zu fünf Hektar, deren besonderer Schutz erforderlich ist
1. aus wissenschaftlichen, naturgeschichtlichen oder landeskundlichen Gründen oder
2. wegen ihrer Seltenheit, Eigenart oder Schönheit.“

„SächsNatSchG, § 18 Naturdenkmäler (zu § 28 BNatSchG):
1. Die Erklärung nach § 22 Abs. 1 BNatSchG von Teilen von Natur und Landschaft als Naturdenkmal erfolgt durch Rechtsverordnung oder Einzelanordnung.
2. Über § 28 Abs. 1 BNatSchG hinaus können Naturdenkmäler zur Sicherung von Lebensgemeinschaften oder Lebensstätten von im Bestand gefährdeten oder streng geschützten Arten festgesetzt werden.“

## Legende
- Bild: zeigt ein vorhandenes Foto des Naturdenkmals.
- ND/GEO/FND-Nr: zeigt die jeweilige Nr. des Objekts – ND (Einzel-)Naturdenkmal, GEO Geotope oder FND (Flächen-Naturdenkmal)
- Beschreibung: beschreibt das Objekt näher
- Koordinaten: zeigt die Lage auf der Karte
- Quelle: Link zur Referenzquelle

## Flächennaturdenkmale
| Bild           | FND-Nr.     | Name                                     | Beschreibung | Verordnet  | Fläche   | Koordinaten                 | Quellen                        |
| -------------- | ----------- | ---------------------------------------- | --- | ---------- | -------- | --------------------------- | ------------------------------ |
| Weitere Bilder | l_la: 112-1 | nördliche Märzenbecherwiese bei Narsdorf | Wald-Wiesen-Biotop mit Vorkommen von Frühlings-Knotenblume (Leucojum vernum) nordwestlich des südlichen Feldwegs von Querstraße zwischen Ossa und Narsdorf | 16.06.1971 | 4.871 m² | 51° 1′ 15″ N, 12° 41′ 31″ O | Beschluss RdK Geithain 34/9/71 |
| Weitere Bilder | l_la: 112-2 | südliche Märzenbecherwiese bei Narsdorf  | Wald-Wiesen-Biotop mit Vorkommen von Frühlings-Knotenblume (Leucojum vernum) südöstlich des südlichen Feldwegs von Querstraße zwischen Ossa und Narsdorf   | 16.06.1971 | 2.841 m² | 51° 1′ 12″ N, 12° 41′ 34″ O | Beschluss RdK Geithain 34/9/71 |